# Reca
Reca [ˈrɛt͡sa] (bis 1948 slowakisch Réca; ungarisch Réte, deutsch Entenberg) ist eine Gemeinde im Okres Senec innerhalb des Bratislavský kraj in der Slowakei.

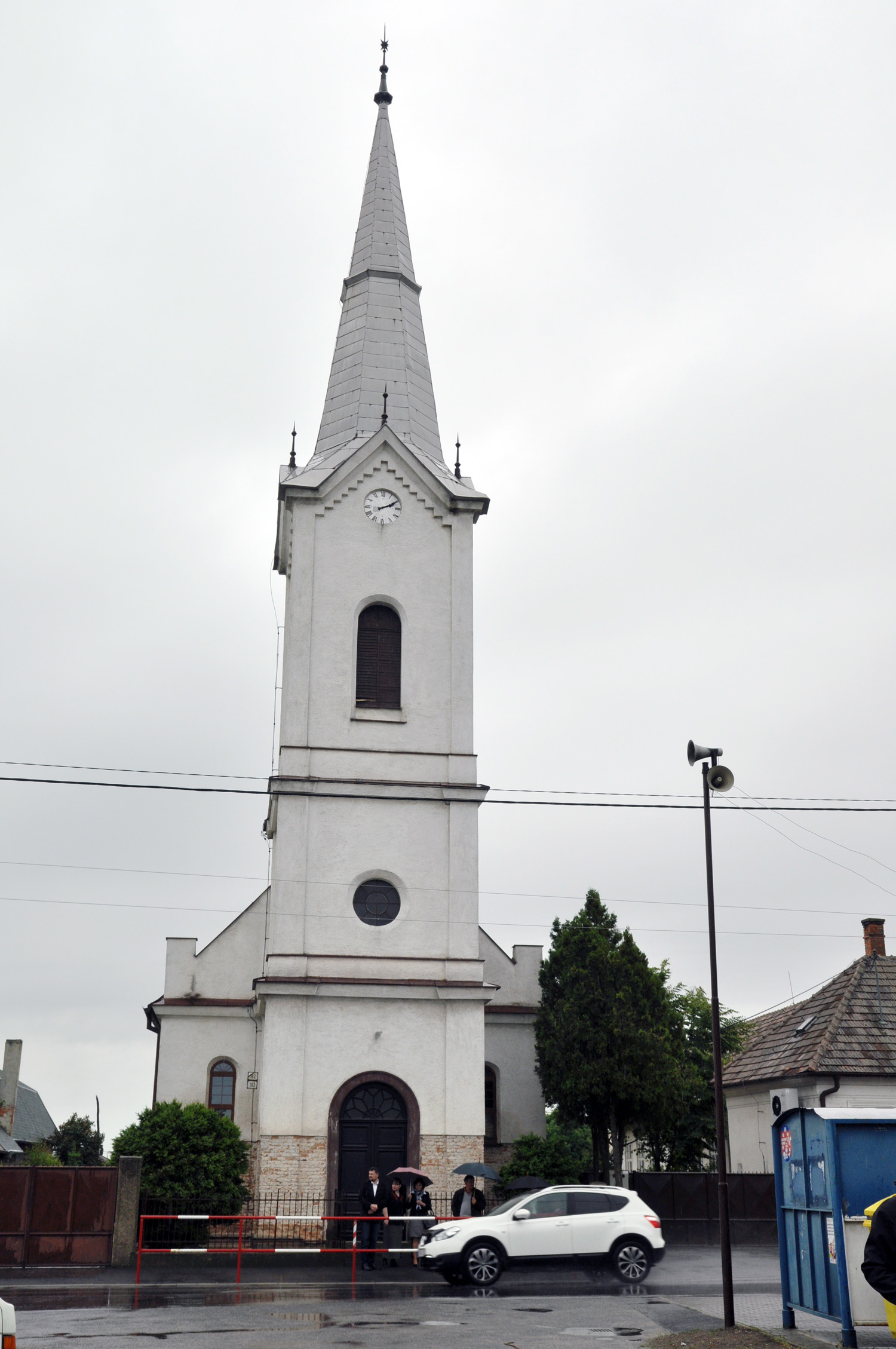
Kirche

## Geographie
Der Ort liegt im Donautiefland, 6 km östlich der Stadt Senec. Der Ort hat eine Haltestelle an der Bahnstrecke Bratislava–Budapest.

## Geschichte
Reca wird zum ersten Mal 1256 im Prädikat Petrus de Rethe, dann 1310 als terra Rethe erwähnt und war am Anfang ein königliches Eigentum der Burg Pressburg. Die landwirtschaftliche Gemeinde war im 13. und 14. Jahrhundert im Besitz örtlichen, später auch anderer Edelmänner. Im 17. Jahrhundert kam es zu einem Zuzug böhmischer Exulanten, die nach der Schlacht am Weißen Berg bei Prag ins Königreich Ungarn kamen, um ihre Konfession frei auszuüben. Von den Exulanten ließen sich etwa 30 Familien in der Gemeinde nieder.
Bis 1918 gehörte der Ort im Komitat Pressburg zum Königreich Ungarn und kam dann zur neu entstandenen Tschechoslowakei. Durch den Ersten Wiener Schiedsspruch kam sie von 1938 bis 1945 kurzzeitig wieder zu Ungarn.

## Bevölkerung
| Jahr                | 1994 | 2004    | 2014     | 2024     |
| ------------------- | ---- | ------- | -------- | -------- |
| Anzahl der Personen | 1227 | 1244    | 1437     | 1729     |
| Unterschied         |      | +1,38 % | +15,51 % | +20,32 % |

| Jahr                | 2023 | 2024    |
| ------------------- | ---- | ------- |
| Anzahl der Personen | 1730 | 1729    |
| Unterschied         |      | −0,05 % |